# Kazuki Kaneshiro
Kazuki Kaneshiro (jap. 金城 一紀, Kaneshiro Kazuki; * 29. Oktober 1968 in Kawaguchi, Präfektur Saitama, Japan) ist ein japanisch-koreanischer Schriftsteller und Drehbuchautor.

## Leben
Kaneshiro gehört zu der nach dem Zweiten Weltkrieg in Japan verbliebenen Minderheit der Zainichi. Später in seinem Leben erwarb er die japanische Staatsbürgerschaft. Sein Vater war Marxist-Leninist. Deshalb besuchte er zuerst Schulen, die mit der Chongryon, der Nordkorea nahestehenden Vereinigung der in Japan lebenden Koreaner, sympathisierten. Nachdem sich sein Vater später der Mindan, der mit Südkorea sympathisierenden Koreanervereinigung in Japan, zuwandte, besuchte er im Tokyoter Stadtteil Shibuya die Hozen-Oberschule.
Kaneshiro schloss sein Jura-Studium an der Keiō-Universität in Tokio ab.

## Auszeichnungen
- 2000: Naoki-Preis für Go

## Werke
- 2000: Go, Kōdansha, Tōkyō, ISBN 4-062100541.
  - Film: Go (2001)
  - Go!, übersetzt von Nora Bierich. Cass Verlag, Löhne 2011. ISBN 978-3-9809022-5-0
- 2003: Taiwa-hen (対話篇), Kōdansha, Tōkyō.
- 2007: Eiga-hen (映画篇)
- 2010: Yabo-hen, Kurzfilm. Drehbuch.
- 2011: Kakamuri-hen, Kurzfilm. Buch und Drehbuch,

Zombies-Reihe
- 2001: Revolution No.3 (レヴォリューションNo.3, Revoryūshon No.3)
- 2003: Fly, Daddy, Fly (Furai, Daddi, furai), Kōdansha, Tōkyō.
  - Fly, Daddy, Fly, übersetzt von Katja Busson, Cass Verlag, Löhne 2012, ISBN 978-3-9809022-7-4.
- 2005: SPEED
- 2011: Revolution No.0 (レヴォリューションNo.0)

### Drehbücher
- 2005: Fly, Daddy Fly.
- 2008: für die Fuji-TV Fernsehserie SP: Keishi-chō Keibi-bu Keigo-ka Dai-yon-gakari (SP 警視庁警備部警護課第四係).